# NHK日本語講座
NHK日本語講座（えぬえいちけいにほんごこうざ）はNHKで放送されていたテレビ番組。

## 概要
外国人向け日本語講座番組。10回完結のシリーズを4シリーズ、全40回放送。
1989年1月から1990年3月までNHK-BSで初回放送。NHK教育テレビで1994年度に再使用放送。

## 放送時間
|        | 期間                          | ch   | 本放送            | 再放送            |
| ------ | ----------------------------- | ---- | ----------------- | ----------------- |
| 初回   | 1989年1月21日 - 1989年3月25日 | BS1  | 土曜日23:45-24:15 | 日曜日06:30-07:00 |
| 初回   | 1989年9月03日 - 1990年4月01日 | BS2  | 日曜日06:30-07:00 | 日曜日23:55-24:25 |
| 再使用 | 1994年4月08日 - 1995年3月31日 | 教育 | 土曜日23:45-24:15 | 金曜日13:00-13:30 |

## 出演者
- マルコルム・マクロード

## テーマ
- ステップ1
- ステップ2 日本の食生活
- ステップ3 日本の住まい・文化
- ステップ4 田舎での生活

## スタッフ
- 監修:田中望